# Шварц, Евгений Аркадьевич
Евге́ний Арка́дьевич Шварц (род. 27 мая 1958 года, Москва) — российский географ, эколог и биолог, руководитель Центра ответственного природопользования Института географии РАН, независимый неисполнительный директор — член Советов директоров «Русала» и «Норникеля», доктор географических наук, заслуженный эколог Российской Федерации (2018), член Совета Центра охраны дикой природы (Biodiversity Conservation Center, BCC).
Заслуженный эколог Российской Федерации.

## Биография
Родился 27 мая 1958 года в городе Москва.
В 1975—1976 годах начал учиться на географо-биологическом факультете Московского государственного педагогического института им. В. И. Ленина.
В 1976—1977 годах работал в Отделе инфекций с природной очаговостью Института эпидемиологии и микробиологии им. Н. Ф. Гамалеи АМН СССР.
В 1977 году поступил на биологический факультет МГУ. Во время обучения активно участвовал в работе студенческих дружин по охране природы МГПИ им. В. И. Ленина и Биофака МГУ им. М. В. Ломоносова. В ДОП Биофака МГУ был командиром сектора охраны диких животных «Фауна», затем — комиссаром ДОП Биофака МГУ
В 1982 году окончил МГУ и получил специальность «зоология и ботаника».
В 1982—1998 годах работал в лаборатории биогеографии Института географии АН СССР / РАН.
В мае 1987 года защитил диссертацию на учёную степень кандидата географических наук по специальности «биогеография и география почв».
В 1990 году был избран членом Учёного Совета Института географии АН СССР.
В 1992 году возглавил создание Благотворительного фонда «Центр охраны дикой природы» (ЦОДП /BCC — Biodiversity Conservation Center), с 1992 по 1998 год — Председатель Совета ЦОДП. В этот период ЦОДП становится крупнейшей в России национальной профессиональной неправительственной организацией, инициировавшей большое количество природоохранных проектов: по адаптации к условиям рыночной экономики федеральных особо охраняемых природных территорий (ООПТ), развитию региональных систем ООПТ, мобилизации общественной поддержки ООПТ (в том числе — инициировано проведение «Марша Парков» как первой общенациональной акции в поддержку ООПТ), созданию менеджмент-планов федеральных ООПТ, использованию спутниковой информации и геоинформационных систем (ГИС) для охраны живой природы в современных условиях и др. В этот период ЦОДП создает отделение на Кольском полуострове (Кольский ЦОДП), заключает соглашения с партнерскими организациями в Беларуси и Украине, пытается создать отделение в США (BCC-US).
В 1996—1998 годах стал менеджером компонента «Особо охраняемые природные территории» проекта «Сохранение биоразнообразия Российской Федерации» (GEF/World Bank/Госкомэкология РФ), сыгравшим значительную роль в сохранении и развитии системы заповедников и национальных парков России.
В 1998 году по конкурсу избран директором по охране природы российского представительства Всемирного фонда дикой природы (WWF). В 2004-2019 годах — директор по природоохранной политике Всемирного фонда дикой природы (WWF) России. За время работы в Всемирном фонде дикой природы (WWF) инициировал создание программ по Климату и энергетике, Экологической политике компаний энергетического сектора экономики, Устойчивому рыболовству, Экологическому праву и госуправлению, Зелёной экономике.
В 2003 году в Институте географии РАН защитил диссертацию на учёную степень доктора географических наук по теме «Эколого-географические проблемы сохранения природного биоразнообразия России», специальность: Геоэкология.
В 2003—2015 годах — сопредседатель, и в 2016—2017 годах — председатель Общественного совета Федерального агентства лесного хозяйства.
в 2004—2012 годах — член Общественного совета Минприроды России и Департамента природопользования и охраны окружающей среды Правительства Москвы.
Член Экологического и Социального консультативного совета (Environmental and Social Advisory Council) Европейского Банка Реконструкции и Развития (2010-2019 гг.).
В 1987—1988 и 1997—1999 годах — сопредседатель Международного Социально-Экологического Союза. Член Всемирной комиссии по охраняемым природным территориям МСОП/IUCN (c 1996 г.), выпускник международной программы «Лидеры в области охраны окружающей среды и развития» (Leadership for Environment and Development, 1996—1998 гг.).
В 2010—2011 годах — сопредседатель Редакционной комиссии Минприроды по подготовке проекта «Основы государственной политики в области экологического развития Российской Федерации на период до 2030 года», которые были утверждены президентом Д. А. Медведевым 30 апреля 2012 года.
В 2014—2016 годах — член Global Agenda Council on Forests (World Economic Forum).
в 1993 году — Международный исследователь Шведского университета сельскохозяйственных наук (Swedish University of Agricultural Sciences).
В 2009—2010 годах — международный исследователь (International Scholar) в International Institute for Industrial Environmental Economics (IIIEE), Lund University and Central European University (Erasmus Mundus fellowship 2008 by the European Commission with the Masters of Environmental Sciences, Policy and Management (MESPOM) Consortium: Lund University — Central European University — University of the Aegean — University of Manchester).
В 2019—2020 годах — международный исследователь  J. William Fulbright Foreign Scholarship Fellow, University of Washington and Bowdoin College.
Инициатор создания и член редколлегий журналов «Устойчивое лесопользование», «Заповедники и национальные парки» и «Охрана дикой природы». Член редколлегии журнала «Экологическое планирование и управление» РАН и заместитель главного редактора журнала «Использование и охрана природных ресурсов в России» НИА Природа.

## Семья
Женат, имеет дочь (род. 1995) и сына (род. 2017).

## Награды и звания
- 1980 — Медаль Центрального Совета Всероссийского общества охраны природы
- 1986 — Знак ЦК ВЛКСМ «За охрану природы»
- 2006 — Почётный работник охраны природы от МПР РФ
- 2007 — Почётный знак Федерального агентства по лесному хозяйству РФ
- 2013 — Почётная грамота Комитета по природным ресурсам, природопользованию и экологии Государственной Думы ФС РФ
- 2013 — Орден им. В. И. Вернадского Экологического фонда имени В. И. Вернадского
- 2017 — Благодарственное письмо Государственного совета Российской Федерации
- 2018 — Благодарственное письмо Президента Российской Федерации В. В. Путина (21 февраля 2018 года)
- 2018 — Заслуженный эколог Российской Федерации[5].
- 2024  -  Почетный работник леса от МПР РФ

### Интервью
- Как спастись от городских джунглей? — Лекторий. Видеолекции и открытые образовательные материалы Физтеха, 16.12.2013
- Евгений Шварц: Как стимулировать экологическую ответственность. — Ведомости, 05.04.2012. — № 3075
- Евгений Шварц, Павел Боев: Искушения экологического донора. — Ведомости, 14.10.2014. — № 3695
- Ларин В., Мнацаканян Р., Честин И., Шварц Е. Охрана природы России: от Горбачева до Путина М.: КМК, 2003
- Разворот. «Возобновление работы ЦБК на Байкале». В гостях: Евгений Шварц. — Эхо Москвы, 26.01.2010
- WWF РФ: взаимные проверки стран — это прорыв «Гражданской двадцатки». — РИА Новости, 05.12.2013
- Экологические риски российско-китайского трансграничного сотрудничества: от «коричневых» планов к «зеленой» стратегии. Исследование Программы по экологизации рынков и инвестиций WWF/ Под ред. Евгения Симонова, Евгения Шварца и Лады Прогуновой. Москва-Владивосток: WWF. Русское издание — 2010 г.
- Полярные интересы (интервью Е. Шварца газете ПандаTimes). — WWF России, 03.10.2011
- «Если ребёнок выйдет защищать сквер, его тоже будет „мочить“ ОМОН?» Интервью с директором по природоохранной политике Всемирного фонда дикой природы Евгением Шварцем. — Газета.ru. 04.10.2013
- «Удар клюшкой» по московским ООПТ. — WWF России, 12.08.2009